# Oligoneurina
Oligoneurina is een geslacht van vlinders uit de familie mineermotten (Gracillariidae).
Het geslacht omvat één soort:
- Oligoneurina ficicola Vári, 1961